# Glenea pallidipes
Glenea pallidipes là một loài bọ cánh cứng trong họ Cerambycidae.